# Nürburgring
A Nürburgring a világ egyik legismertebb versenypályája, amely Németországban, Rajna-vidék-Pfalz tartományban, az Eifel-hegységben fekszik. A pálya három részből áll: egyik a Nordschleife, a régi legendás pálya, a másik a Südschleife, ami ma közútként szolgál, a harmadik a mostani, úgynevezett Grand Prix-pálya.

## A pálya története

A pálya 1927-ben

A pályát 1925-ben kezdték építeni és 1927 tavaszára készült el. Akkor a teljes hossza 28,8 km volt. A pálya ekkor a Nordschleiféből és Südschleiféből, valamint a kettőt összekötő párhuzamos egyenesekből állt. A Nordschleifén történt Niki Lauda ismert balesete 1976-ban, aminek következményeként átépítették egy részét, amelyből a mostani Formula–1-es pálya lett. Ennek árán megszüntették a Südschleifét. Az új szakasz 1984-re készült el. 2002-ben átépítették a célegyenes utáni szakaszt, és meghosszabbították a pályát. Az aszfaltcsík 2008 óta évente felváltva szerepel a Hockenheimringgel a Formula–1-es versenynaptárban.

### Nürburgring
A pálya sok rövid és két hosszabb egyenesből, éles kanyarokból és nagy szintkülönbségekből áll. Az aszfalt kellően széles és nagyon csúszik, így esőben sok csúszkálást látni. Többféle „alternatívából” áll: a Grand Prix pálya, a sprintpálya, ami nem tartalmazza a Valvoline és a Schumacher S kanyarok közötti részt, és a Müllenbach-pálya, ami azokból a pályaszakaszokból áll, amik  (Müllenbach a pályától délre található kis falu). Előbbi kettő még aszerint variálható, hogy a Mercedes Arénán vagy a Castrol S sikánon vezetik át a mezőnyt, és hogy az NGK-sikánt vagy a motorkerékpárok által használt sikánt használják-e.

### Nordschleife

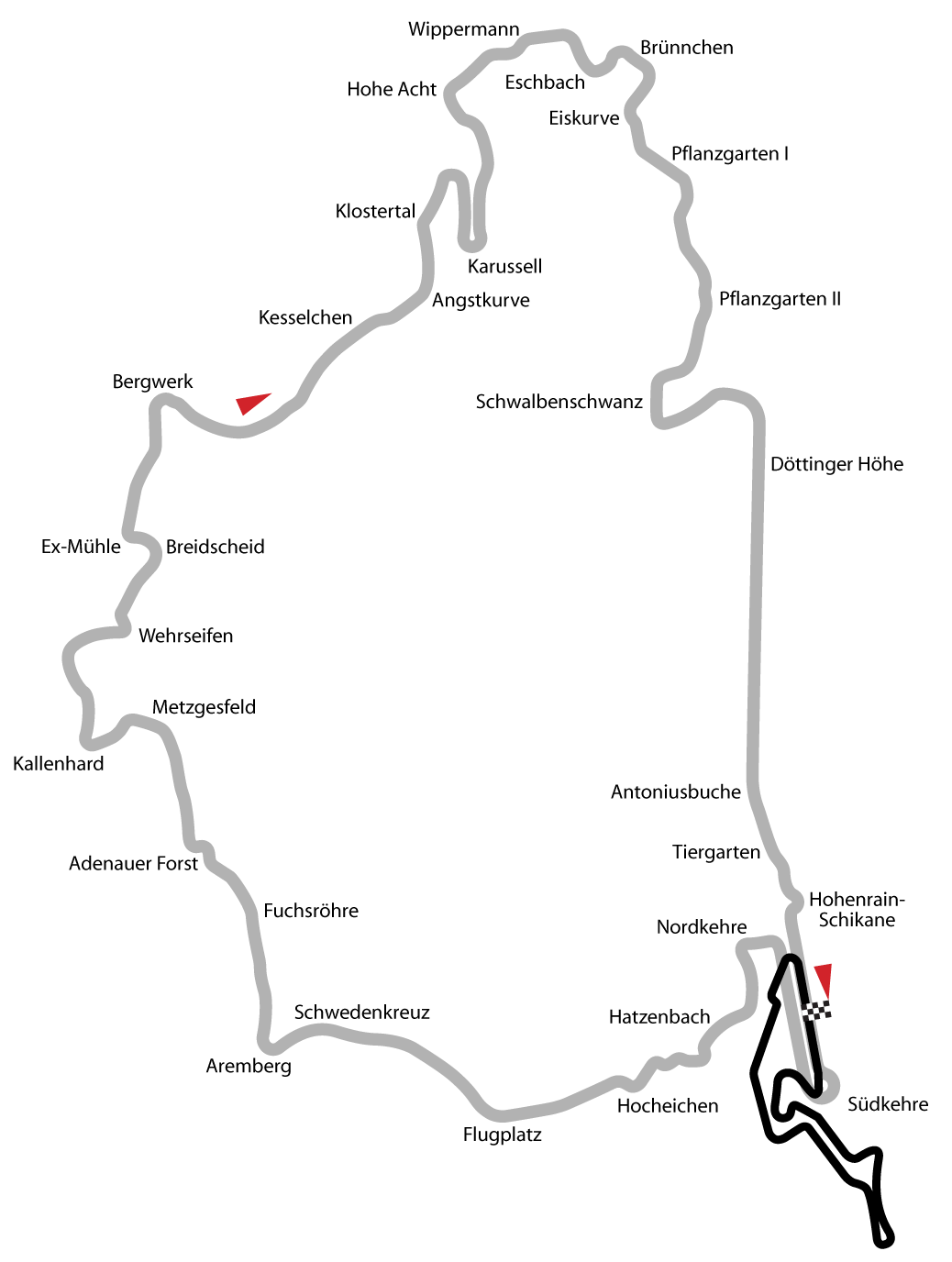
A Nordschleife

Az eredeti pálya, a Nordschleife a középkori vár, Nürburg körül fut. A pálya elterjedt becenevei az „A-ring” és „a zöld pokol”. Maga a pálya (a maga 24 kilométerével) nagyon nehéz és veszélyes. Rövid egyenesek, gyors kanyarok és hatalmas szintkülönbségek teszik változatossá és nehézzé. A Nordschleifén kezdettől fogva bárki végighajthatott. A felhajtásért fizetni kell. A világ egyik legnehezebb és legmegterhelőbb pályáján számos autógyártó teszteli új típusait. Ezen kívül a Ring különböző képzéseket is biztosít. A Ringen Taxi szolgáltatás keretében gyakorlott sofőrök viszik végig a vendéget a pályán. A világ számos tájáról érkeznek ide fanatikus autósok és rajongók, hogy végighajtsanak a legendásan nehéz, különleges vonalvezetésű pályán, amely mindenki számára komoly kihívást jelent.

### Südschleife
A Südschleife a Nordschleifétől délre található, eléggé ismeretlen, régi pályaszakasz. Hasonlít a Nordschleiféra, de jóval rövidebb és nincsenek nagy szintkülönbségek. A Grand Prix pálya építésekor fel kellett számolni. A pálya nagy része még most is fennáll, de csak közútként.

## 1951-1966
- Körvonal hossza 22 810 m
- Időmérő rekord – 8:16.5 Jim Clark/1966
- Versenyrekord – 8:24.1 Jim Clark/1965

| Év        | Versenypilóta         | Csapat                | Nagydíj               | Eredmények            |
| --------- | --------------------- | --------------------- | --------------------- | --------------------- |
| 1951      | Alberto Ascari        | Ferrari               | Német Nagydíj         | Eredmények            |
| 1952      | Alberto Ascari        | Ferrari               | Német Nagydíj         | Eredmények            |
| 1953      | Giuseppe Farina       | Ferrari               | Német Nagydíj         | Eredmények            |
| 1954      | Juan Manuel Fangio    | Mercedes              | Német Nagydíj         | Eredmények            |
| 1955      | Nem lett megrendezeve | Nem lett megrendezeve | Nem lett megrendezeve | Nem lett megrendezeve |
| 1956      | Juan Manuel Fangio    | Lancia                | Német Nagydíj         | Eredmények            |
| 1957      | Juan Manuel Fangio    | Maserati              | Német Nagydíj         | Eredmények            |
| 1958      | Tony Brooks           | Vanwall               | Német Nagydíj         | Eredmények            |
| 1959–1960 | Nem lett megrendezeve | Nem lett megrendezeve | Nem lett megrendezeve | Nem lett megrendezeve |
| 1961      | Stirling Moss         | Lotus                 | Német Nagydíj         | Eredmények            |
| 1962      | Graham Hill           | BRM                   | Német Nagydíj         | Eredmények            |
| 1963      | John Surtees          | Ferrari               | Német Nagydíj         | Eredmények            |
| 1964      | John Surtees          | Ferrari               | Német Nagydíj         | Eredmények            |
| 1965      | Jim Clark             | Lotus                 | Német Nagydíj         | Eredmények            |
| 1966      | Jack Brabham          | Brabham               | Német Nagydíj         | Eredmények            |

## 1967-1983
- Körvonal hossza 22 835 m
- Időmérő rekord – 7:00.8 Niki Lauda/1974
- Versenyrekord – 7:06.4 Clay Regazzoni/1975

| Év        | Versenypilóta         | Csapat                | Nagydíj               | Eredmények            |
| --------- | --------------------- | --------------------- | --------------------- | --------------------- |
| 1967      | Denny Hulme           | Brabham               | Német Nagydíj         | Eredmények            |
| 1968      | Jackie Stewart        | Matra                 | Német Nagydíj         | Eredmények            |
| 1969      | Jacky Ickx            | Brabham               | Német Nagydíj         | Eredmények            |
| 1970      | Nem lett megrendezeve | Nem lett megrendezeve | Nem lett megrendezeve | Nem lett megrendezeve |
| 1971      | Jackie Stewart        | Tyrrell               | Német Nagydíj         | Eredmények            |
| 1972      | Jacky Ickx            | Ferrari               | Német Nagydíj         | Eredmények            |
| 1973      | Jackie Stewart        | Tyrrell               | Német Nagydíj         | Eredmények            |
| 1974      | Clay Regazzoni        | Ferrari               | Német Nagydíj         | Eredmények            |
| 1975      | Carlos Reutemann      | Brabham               | Német Nagydíj         | Eredmények            |
| 1976      | James Hunt            | McLaren               | Német Nagydíj         | Eredmények            |
| 1977–1983 | Nem lett megrendezeve | Nem lett megrendezeve | Nem lett megrendezeve | Nem lett megrendezeve |

## 1984-1994
- Körvonal hossza 4 542 m
- Időmérő rekord – 1:17.429 Teo Fabi/1985
- Versenyrekord – 1:22.806 Niki Lauda/1985

| Év        | Versenypilóta         | Csapat                | Nagydíj               | Eredmények            |
| --------- | --------------------- | --------------------- | --------------------- | --------------------- |
| 1984      | Alain Prost           | McLaren               | Európai Nagydíj       | Eredmények            |
| 1985      | Michele Alboreto      | Ferrari               | Német Nagydíj         | Eredmények            |
| 1986–1994 | Nem lett megrendezeve | Nem lett megrendezeve | Nem lett megrendezeve | Nem lett megrendezeve |

## 1992-2001
- Körvonal hossza 4 556 m
- Időmérő rekord – 1:14.960 Michael Schumacher/2001
- Versenyrekord – 1:18.354 Michael Schumacher/2001

| Év   | Versenypilóta      | Csapat   | Nagydíj            | Eredmények |
| ---- | ------------------ | -------- | ------------------ | ---------- |
| 1995 | Michael Schumacher | Benetton | Német Nagydíj      | Eredmények |
| 1996 | Jacques Villeneuve | Williams | Német Nagydíj      | Eredmények |
| 1997 | Jacques Villeneuve | Williams | Luxemburgi Nagydíj | Eredmények |
| 1998 | Mika Häkkinen      | McLaren  | Luxemburgi Nagydíj | Eredmények |
| 1999 | Johnny Herbert     | Stewart  | Európai Nagydíj    | Eredmények |
| 2000 | Michael Schumacher | Ferrari  | Európai Nagydíj    | Eredmények |
| 2001 | Michael Schumacher | Ferrari  | Európai Nagydíj    | Eredmények |

## 2002
- Körvonal hossza 5 146 m
- Időmérő rekord – 1:29.906 Juan Pablo Montoya/2002
- Versenyrekord – 1:32.226 Michael Schumacher/2002

| Év   | Versenypilóta      | Csapat  | Nagydíj         | Eredmények |
| ---- | ------------------ | ------- | --------------- | ---------- |
| 2002 | Rubens Barrichello | Ferrari | Európai Nagydíj | Eredmények |

## 2003-2020
- Körvonal hossza 5 148 m
- Időmérő rekord – 1:25.269 Valtteri Bottas/2020
- Versenyrekord – 1:28.139 Max Verstappen/2020

| Év        | Versenypilóta         | Csapat                | Nagydíj               | Eredmények            |
| --------- | --------------------- | --------------------- | --------------------- | --------------------- |
| 2003      | Ralf Schumacher       | Williams              | Európai Nagydíj       | Eredmények            |
| 2004      | Michael Schumacher    | Ferrari               | Európai Nagydíj       | Eredmények            |
| 2005      | Fernando Alonso       | Renault               | Európai Nagydíj       | Eredmények            |
| 2006      | Michael Schumacher    | Ferrari               | Európai Nagydíj       | Eredmények            |
| 2007      | Fernando Alonso       | McLaren               | Európai Nagydíj       | Eredmények            |
| 2008      | Nem lett megrendezeve | Nem lett megrendezeve | Nem lett megrendezeve | Nem lett megrendezeve |
| 2009      | Mark Webber           | Red Bull              | Német Nagydíj         | Eredmények            |
| 2010      | Nem lett megrendezeve | Nem lett megrendezeve | Nem lett megrendezeve | Nem lett megrendezeve |
| 2011      | Lewis Hamilton        | McLaren               | Német Nagydíj         | Eredmények            |
| 2012      | Nem lett megrendezeve | Nem lett megrendezeve | Nem lett megrendezeve | Nem lett megrendezeve |
| 2013      | Sebastian Vettel      | Red Bull              | Német Nagydíj         | Eredmények            |
| 2014–2019 | Nem lett megrendezeve | Nem lett megrendezeve | Nem lett megrendezeve | Nem lett megrendezeve |
| 2020      | Lewis Hamilton        | Mercedes              | Eifel Nagydíj         | Eredmények            |

## Képgaléria

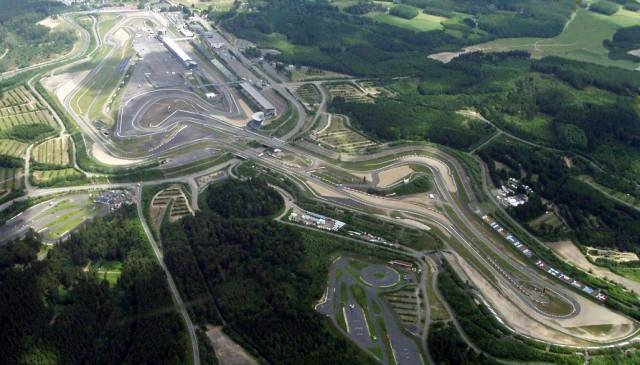
Légifelvétel a pályáról
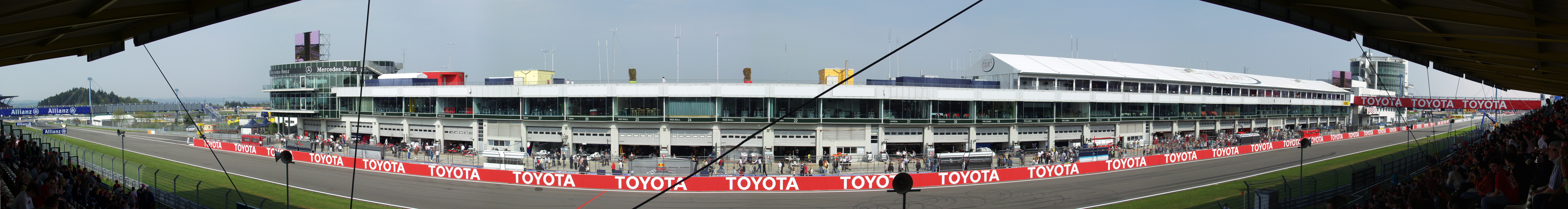
A bokszutca
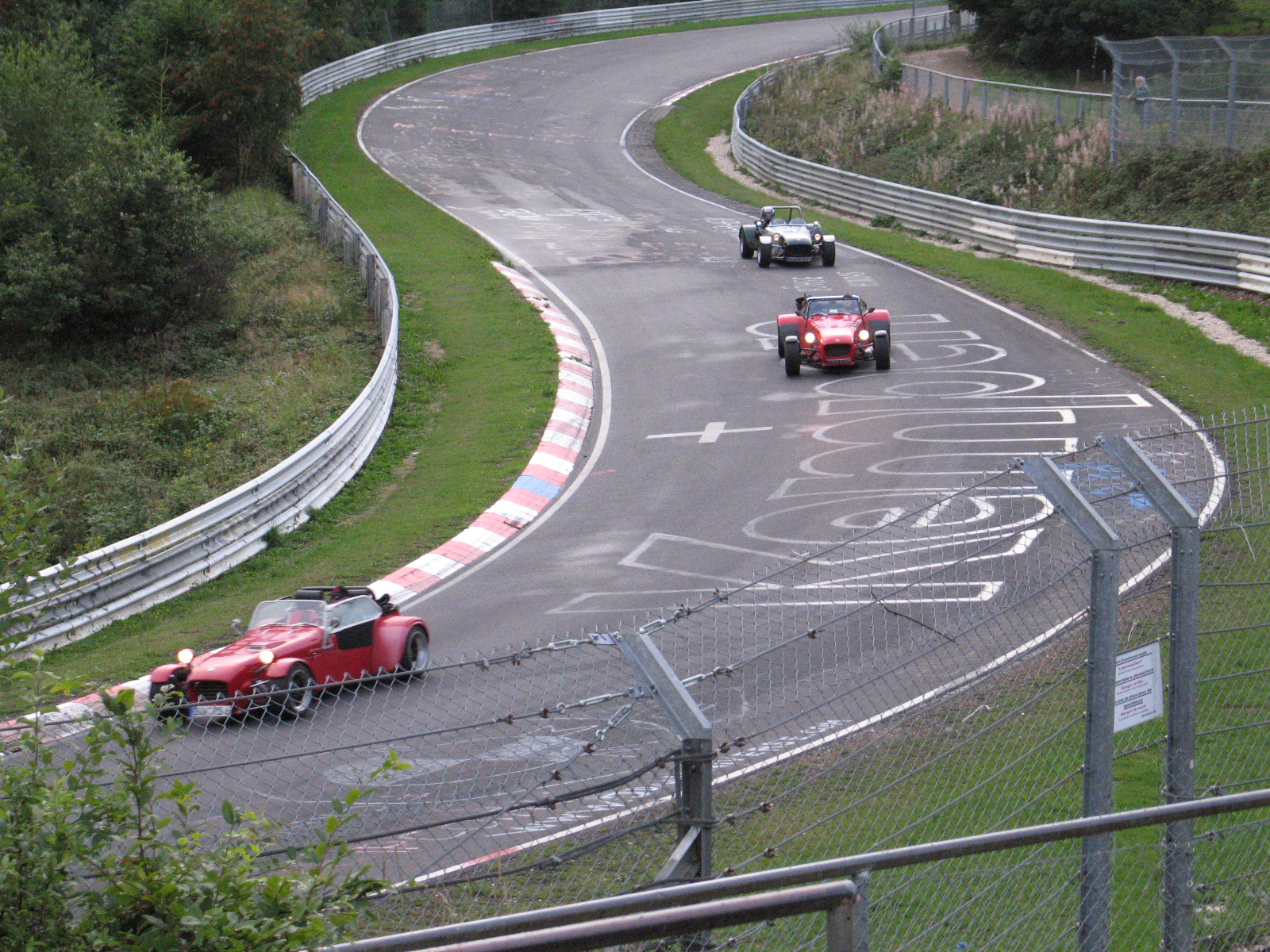
A Nordschleife
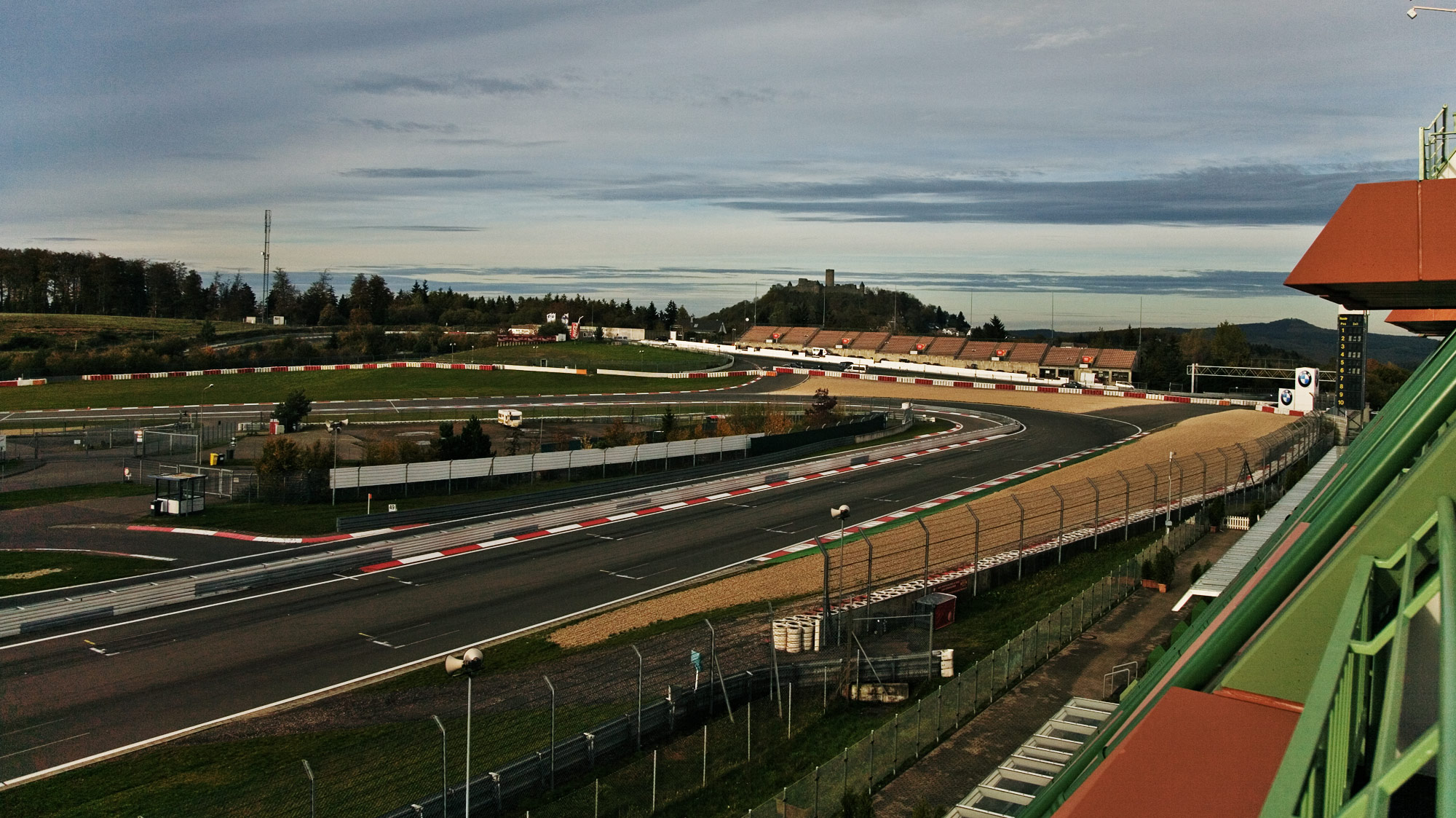
A Nürburgring célegyenese
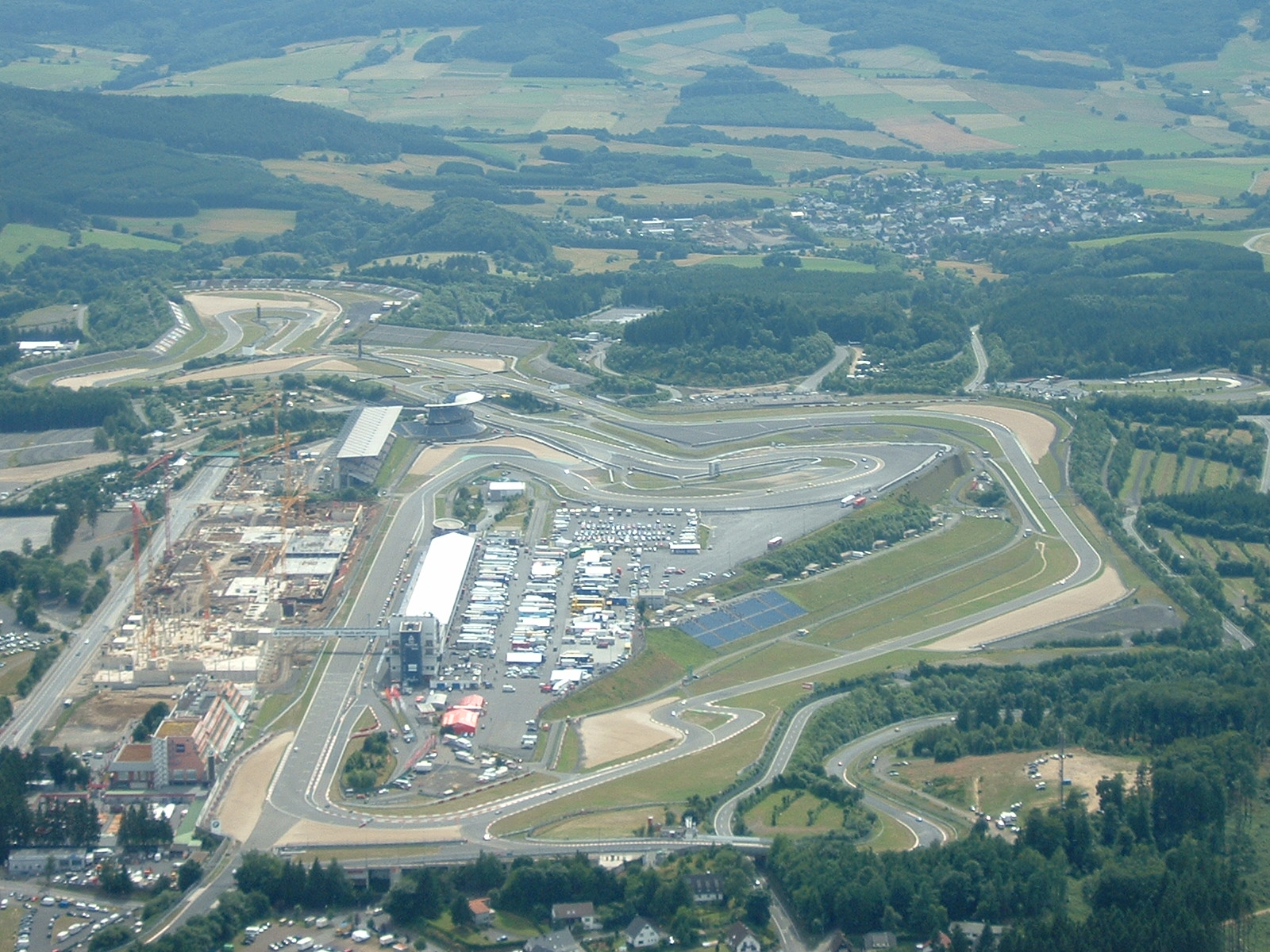
Légifelvétel
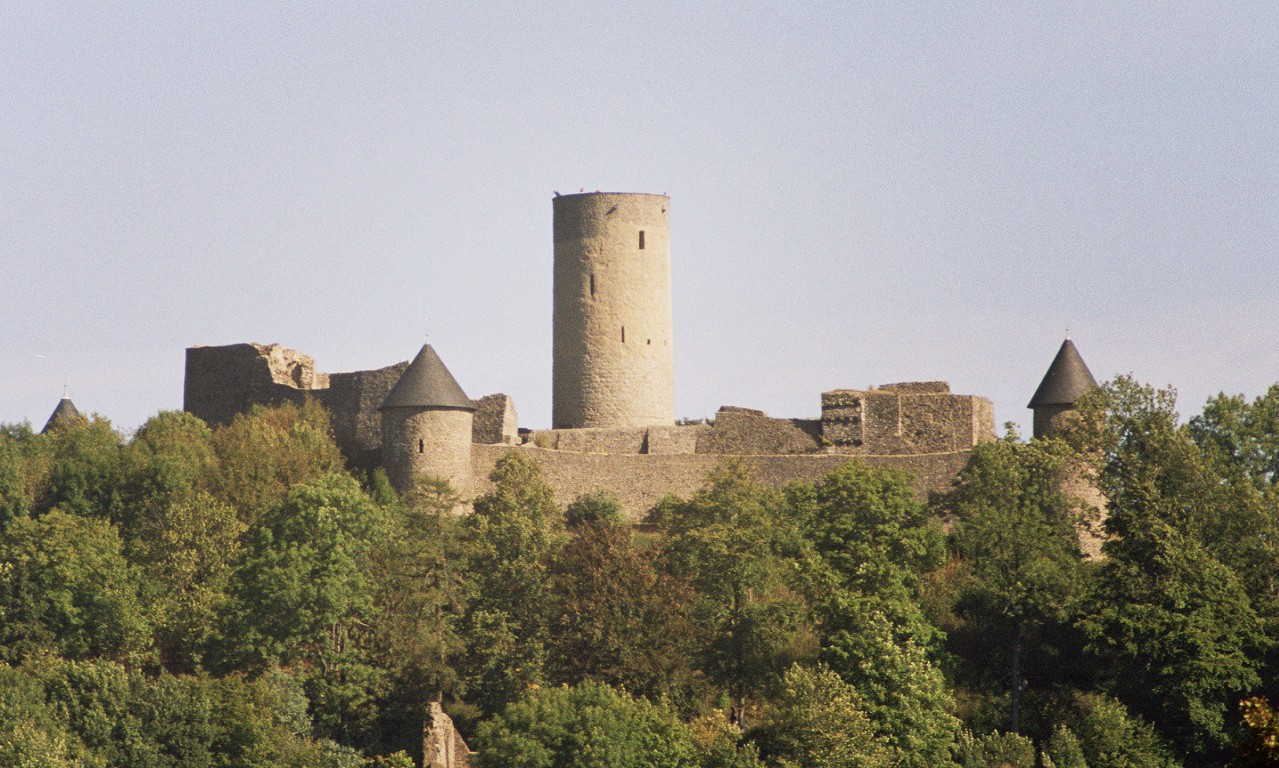
Nürburg
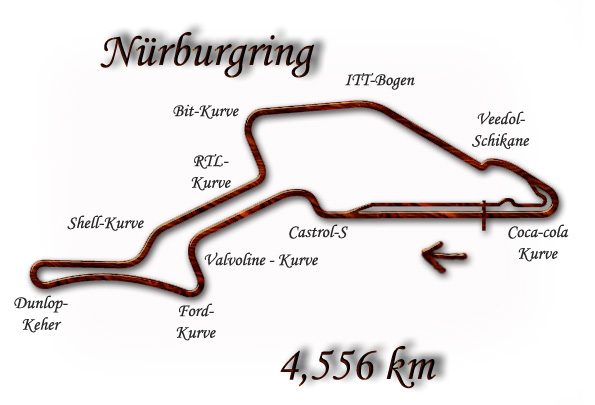
A Nürburgring nyomvonala 1995-től 2001-ig